# Dunnet Head
Dunnet Head, en écossais Ceann Dùnaid, est une petite péninsule du Royaume-Uni située à l'extrême nord de la partie écossaise de l'île de Grande-Bretagne. Sa pointe septentrionale, Easter Head, constitue le cap le plus au nord de cette île. Elle est située dans le comté de Caithness du council area de Highland.

## Phare
En 1831, un phare y a été érigé par le Northern Lighthouse Board.

## Faune

### Avifaune

#### Oiseaux de mer
Dunnet Head et un site de nidification de nidification de nombreuses espèces d'oiseaux marins. Parmi celles-ci, l'emblématique Macareux moine (Fratercula artica), le Pingouin torda (Alca torda), le Guillemot de Troïl (Uria aalge). Il est également possible d'observer des Fous de Bassan (Morus bassanus), des Fulmars boréal (Fulmarus borealis), et des Mouettes tridactyes (Rissa tridactyla).

### Mammifères Marins
Il est possible d'y observer des orques (Orcinu orca) , et des Phoques gris (Halichoerus grypus).